# Livio Dante Porta
Livio Dante Porta (Paraná, 21 de marzo de 1922 - Buenos Aires, 10 de junio de 2003) fue un ingeniero ferroviario argentino. Hizo significativas contribuciones al diseño de locomotoras de vapor más eficientes, y es considerado un pionero del renacimiento del vapor como alternativa viable y eficiente de tracción ferroviaria.

## Juventud
Estudió en el Colegio Salesiano de Rosario y siguió la carrera de Ingeniería en la Universidad Nacional del Litoral de Rosario, graduándose en el año 1946 a los 24 años de edad. 

## Carrera

### Primeros proyectos
Los primeros proyectos de Porta se realizaron en su Argentina natal. Partiendo de los trabajos de su mentor y amigo André Chapelon, trabajó para demostrar que la locomotora de vapor estaba aún lejos de alcanzar su máximo potencial. El primer proyecto de Porta fue realizado sobre una locomotora a vapor, perteneciente al Ferrocarril Central Córdoba, de la clase 4-8-0 de 4 cilindros. En esta locomotora efectuó diversas modificaciones sobre sus cilindros, tuberías y escapes con la íntención de mejorar su eficiencia, utilizando componentes nuevos y usados, extraídos de otra locomotora. En los talleres ferroviarios del Puerto de Rosario dio forma a su primer gran proyecto, que consistió en partir de los restos de una locomotora 4-6-2 tipo Pacific de trocha métrica para conventirla en una compound de cuatro cilindros 4-8-0 llamada "Presidente Perón" o "Argentina". Esta alcanzó 2500 HP y obtuvo récords de relación peso/potencia y eficiencia, algunos de los cuales permanecían vigentes 60 años después. Hacia 1950, con su esposa Ana María Bosco, se trasladó a la localidad de Tolosa, partido de La Plata. En 1948 tras una visita presidencial a la ciudad de Santa Fe, Porta conoce al Presidente  Juan Domingo Perón y le acerca sus proyectos y estudios para la modernización del FFCC en el Litoral. Tras estudios previos es designado director de los FFCC argentinos en la zona del litoral y del Ferrocarril Belgrano Norte. En poco tiempo aplicó nuevos métodos al diseño de locomotoras, en 1948 emprende un viaje de tres meses para el desarrollo de un plan de largo alcance fue el plan y estudio integral de modernización de los medios de transporte ferroviarios. Su gira incluyó Estados Unidos, Alemania y Gran Bretaña. Tras ello, con apoyo del presidente, invitó a ingenieros británicos, suecos y belgas a estudiar los FFCC argentinos. En 1949 su informe está listo y junto al gobierno nacional lanza una política de modernización que incluía la incorporaración de material rodante nuevo, extensión de líneas existentes y la incorporación de nuevas férreas a ciudades donde no llegaba el tren. Buscando de esta forma mejorar el transporte de cargas a través del ferrocarril, se lanza una inversión de 5000 millones de pesos moneda nacional.

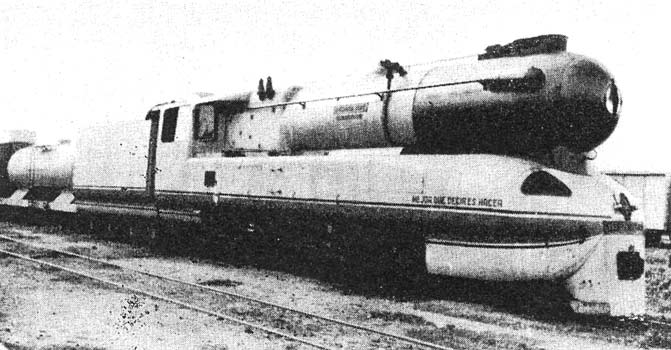
Locomotora "Argentina", construida por Porta a finales de la década de 1940

Entre 1952 y 1956 llevó a cabo un contrato con el Ministerio de Transportes Argentino, a cargo de Juan Eugenio Maggi, para la construcción de diez locomotoras y la modernización de aproximadamente un centenar. En estas locomotoras aplicó por primera vez el concepto del eyector Lempor (Le Maitre-Porta), cuyos aspectos teóricos publicó y perfeccionó años después. Con esta innovación, Porta logró un significativo incremento de potencia en esas máquinas 2-6-2T; aplicando este y otros de sus inventos, modificó extensivamente una de esas locomotoras, superando en potencia y eficiencia a las mucho mayores 4-6-2 en servicio de pasajeros. En 1957 se afincó junto a su familia en la localidad santacruceña de Río Gallegos. Aquí se dedicó a administrar el Ramal Ferro-Industrial de Río Turbio, ferrocarril con trocha de 75 cm que unía el puerto de Río Gallegos con Río Turbio y transportaba el carbón extraído de esta última localidad, propiedad de la empresa estatal Yacimientos Carboníferos Fiscales. Durante su administración reformó la flota de locomotoras a vapor Mitsubishi, otorgándoles altos niveles de eficiencia gracias a su sistema "GPCS" y al sistema de escape Kylpor (Kylala/Porta). Como consecuencia de estas reformas, las Mitsubishi 2-10-2 del ferrocarril de Río Turbio fueron uno de los grupos de locomotoras de vapor más eficientes jamás operados, alcanzado normalmente eficiencias del 12%, similares a las de las famosas 4-8-0 de Chapelon, y hasta 15% bajo condiciones controladas. Operaron en condiciones extremas, traccionando cargas de hasta 3000 toneladas, hasta el año 1997.

### Gas Producer Combustion System (GPCS)
El sistema "Gas Producer Combustion System" o "Sistema de combustión a la gasógena" consistía en reducir la formación de escoria de hulla y la cantidad de combustible sin quemar mediante la inyección de vapor debajo de la cama de carbón, y de esta forma mejorar la combustión y el aprovechamiento de la energía liberada por el carbón que era hasta entonces desperdiciada en gran medida. El hidrógeno proveniente del vapor de agua se mezclaba con el monóxido de carbono producido en la combustión. El vapor de agua inyectado lograba reducir la temperatura de la cama de carbón, con lo que se logra que el carbón con alto contenido de ceniza pueda quemarse sin que se forme escoria de hulla. Además el aire que ingresaba debajo de la cama de carbón era suficiente para que reaccionara la mezcla de monóxido de carbono e hidrógeno, pero para que éste no escaseara cuando la locomotora era exigida, decidió hacer dos ductos de aire.

### Actividad académica
En paralelo a sus desarrollos en la ingeniería y su trabajo como subdirector de Ferrocarriles Argentinos en el Ramal Belgrano, es nombrado por concurso en el departamento de la Facultad de Ciencias Exactas, Ingeniería y Agrimensura de la Universidad Nacional de Rosario. En 1952 abandona Rosario debido a los problemas de salud de su esposa, los médicos le recomiendan el aire de las sierras para sus problemas pulmonares por lo que en 1954 se postula y obtiene un puesto como adjunto en el departamento de Ingeniería Electromecánica de la Universidad Nacional de Córdoba, y a los pocos meses tras el fallecimiento del titular es nombrado de forma unánime director de Cátedra de la carrera de Ingeniería. Tras el golpe de Estado que instauró la dictadura autodenominada Revolución Libertadora de septiembre de 1955 un grupo de jóvenes pertenecientes a grupos ultra católicos incendian su hogar donde muere su esposa. Tras la intervención de las universidades nacionales, entre ellas, la de Córdoba es cesanteado por el régimen del presidente de facto Lonardi siendo expulsado de la misma, junto a decenas de profesores. El departamento de Ingeniería es disuelto, siendo reabierto recién 9 años después.Dadas las quemaduras en su pierna derecha tras intentar salvar a su esposa del incendio de su hogar, permanecerá con una cojera permanente a lo largo de su vida. Habiendo sido funcionario del gobierno depuesto, le fue negada la atención médica en los hospitales que fueron tomados por militares tras el golpe. Será curado por allegados en la facultad de medicina. Tras ello abandona el país siendo recibido en Gran Bretaña donde a poco de instalarse en diciembre de 1955 encuentra trabajo en la empresa que manejaba los ferrocarriles de Liverpool. Volvería al país tras la caída del régimen dictatorial de Aramburu a fines de 1959.

### Actividad en el INTI

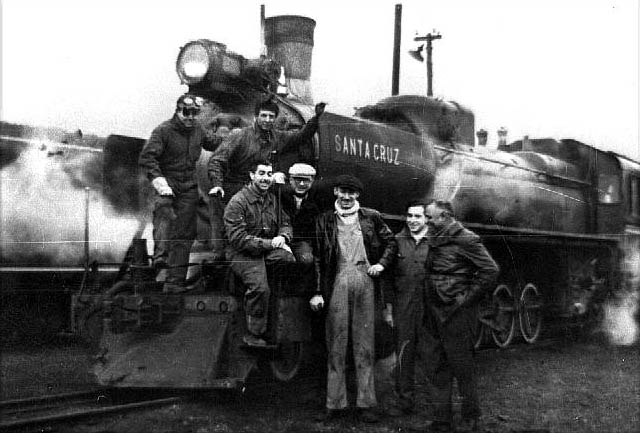
Porta (de pie en el centro, con gorra oscura y pañuelo al cuello) posando junto a la Mitsubishi 2-10-2 "Santa Cruz" del RFIRT ca. 1959.

En 1960 regresó a Buenos Aires, radicándose en la localidad bonaerense de Banfield hasta 1982. Durante esos años se desempeñó en el Centro de Investigación y Desarrollo para el Uso Eficiente del Combustible (CIPUEC) del INTI. Volvería a dirigir el desarrollo de nuevas locomotoras, en el marco de la Aplicación del plan Larkin elaboró un documento rechazando las conclusiones del general estadounidense Thomas B. Larkin que pretendía un cierre masivo de ramales, las conclusiones de su estudio refutando las reseñas del norteamericano tendría gran difusión pública. Su publicación y difusión fue prohibida por el presidente Arturo Frondizi so pena de cierre temporal de los diarios que publicaran el informe de Dante Porta. Por el mismo, Dante Porta fue cesanteado. Un mes después en el marco de una histórica huelga ferroviaria nacional contra las políticas de clausura masiva de ramales aplicada por el gobierno frondicista, decenas de miles de trabajadores de los transportes y servicios públicos fueron incorporados por la fuerza al servicio militar y puestos bajo el mando de las fuerzas armadas y fueron intervenidos sindicatos.
Desde 1966 se desempeña como Jefe del Departamento de Termodinámica del Instituto Nacional de Tecnología Industrial. Entre otros trabajos, modificó una 4-6-2 (la 4674) como prototipo para demostrar que podía operar eficientemente usando carbón de Río Turbio, de poder calorífico mñas bajo que el carbón galés high-grade para el que las locomotoras habían sido diseñadas. Mientras tanto, durante la década de 1960, 74 locomotoras del National Coal Board de Gran Bretaña fueron modificadas siguiendo las innovaciones de Porta y con su asesoramiento por la Huslet Engine Company, para aumentar la eficiencia y reducir la contaminación.
En 1969 resolvió un serio problema de calidad de agua que afectaba a las locomotoras en uso en la Argentina. Porta realizó un prototipo sobre la locomotora 1802 del Ferrocarril Belgrano, una Baldwin 4-8-2 en la que instaló un sistema de tratamiento de "agua dura" basado en el francés TIA (Traitement Integral Armand ), y otras modificaciones. El resultado fue tan exitoso que redujo la necesidad de limpieza a fondo de la caldera a dos veces por año. Esta innovación es conocida como "Tratamiento Porta" (Porta Treatment).
En 1980 fue contactado por la compañía estadounidense American Coal Enterprises (ACE) para el desarrollo de una locomotora de vapor de 3000 HP que igualase en rendimiento a las diésel a igual o menor costo de explotación.[cita requerida]
Publicó numerosos artículos técnicos y de divulgación (el total de sus trabajos escritos suma alrededor de 200), y al principio del 1983 se jubiló.

### Desaparición de su hija
Durante el terrorismo de Estado vigente en Argentina entre 1976 y 1983, su hija Ada Victoria Porta Bosco es detenida en el domicilio familiar y continúa desaparecida bajo los registros Conadep 538 y RUVTE 4034, al igual que su novio quien estaba cumpliendo con el Servicio Militar.

### En Inglaterra y Estados Unidos
En 1961 asesora a la National Coal Board para incorporar su sistema "GPCS" a las locomotoras de vapor 0-6-0 ST en servicio de maniobras en los cientos de minas de carbón que había en Gran Bretaña y poder así eliminar el nocivo humo que producían.
En 1983 partió junto a Ana María Bosco hacia Estados Unidos, donde se desempeñó como Vicepresidente de Desarrollo e Investigación de "ACE" (American Coal Enterprises), el cual debía desarrollar una locomotora de vapor de 3000 caballos de potencia capaz de igualar el rendimiento de los motores diésel, donde el costo final de explotación fuese igual o mejor que en estas. Se realizaron pruebas extensivas con la 4-8-4 N.º 614 del Chesapeake & Ohio RR, obteniéndose resultados significativos. Pero el proyecto no se materializó debido a que el precio del petróleo en esas épocas se redujo, entre otros problemas.

### Regreso a la Argentina
En 1986 volvió al país para dedicarse como consultor para mejorar locomotoras de vapor en los países subdesarrollados, trabajando para los ferrocarriles paraguayos y brasileros.
En 1993 asesoró al Ministerio de Transporte Cubano, modificando una locomotora a vapor Alco 2-8-0 perteneciente al Ministerio del Azúcar.
Durante sus últimos años de vida trabajó en el rediseño de la locomotora a vapor "A1" de Peppercorn (4-6-2 expreso), perteneciente a Inglaterra. También se dedicó a asesorar a compañías de trenes turísticos, tales como el Ferrocarril Austral Fueguino de Argentina, y el Nostalgie Orient Express de Suiza.
El ingeniero Porta murió el 10 de junio de 2003. En el obituario publicado en su número de septiembre de ese año, la revista especializada Steam Railway señalaba: 

El legendario diseñador de locomotoras Livio Dante Porta, que nunca perdió su fe en el vapor y fue una de las fuerzas impulsoras detrás del proyecto 5AT de crear una nueva "súper 4-6-0", falleció el 13 de junio en Argentina a los 81 años de edad
Steam Railway

 Su discípulo David Wardale recuerda 

Porta fue el responsable de llevar adelante la teoría de Chapelon: una verdadera aproximación holística en el diseño de locomotoras de vapor, en la que se consideraban todos los diferentes factores, tales como el rendimiento termodinámico, el rendimiento mecánico, la facilidad de mantenimiento, y otros. Esta fue su gran contribución a la causa de la ingeniería locomotriz, y es verdaderamente desafortunado que haya llegado demasiado tarde para alterar significativamente el curso de los sucesos
David Wardale